# Acianthera purpureoviolacea
Acianthera purpureoviolacea là một loài thực vật có hoa trong họ Lan. Loài này được (Cogn.) F.Barros mô tả khoa học đầu tiên năm 2002.

## Hình ảnh

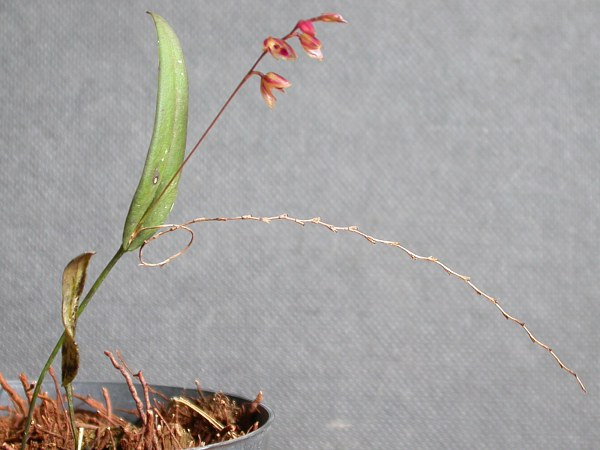
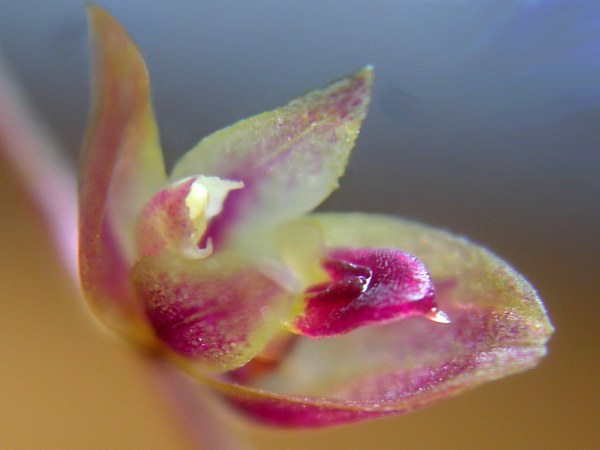
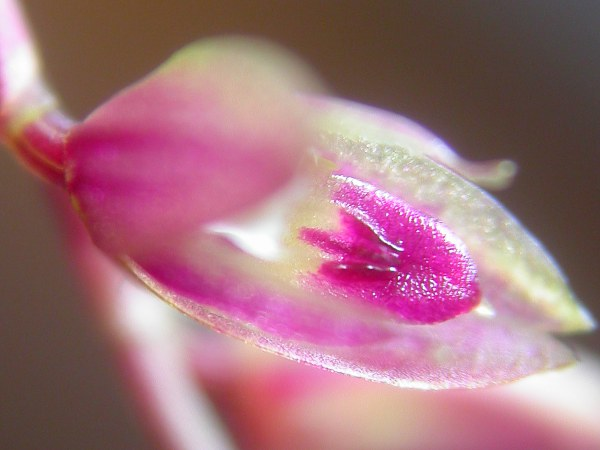